# Астроінженерія

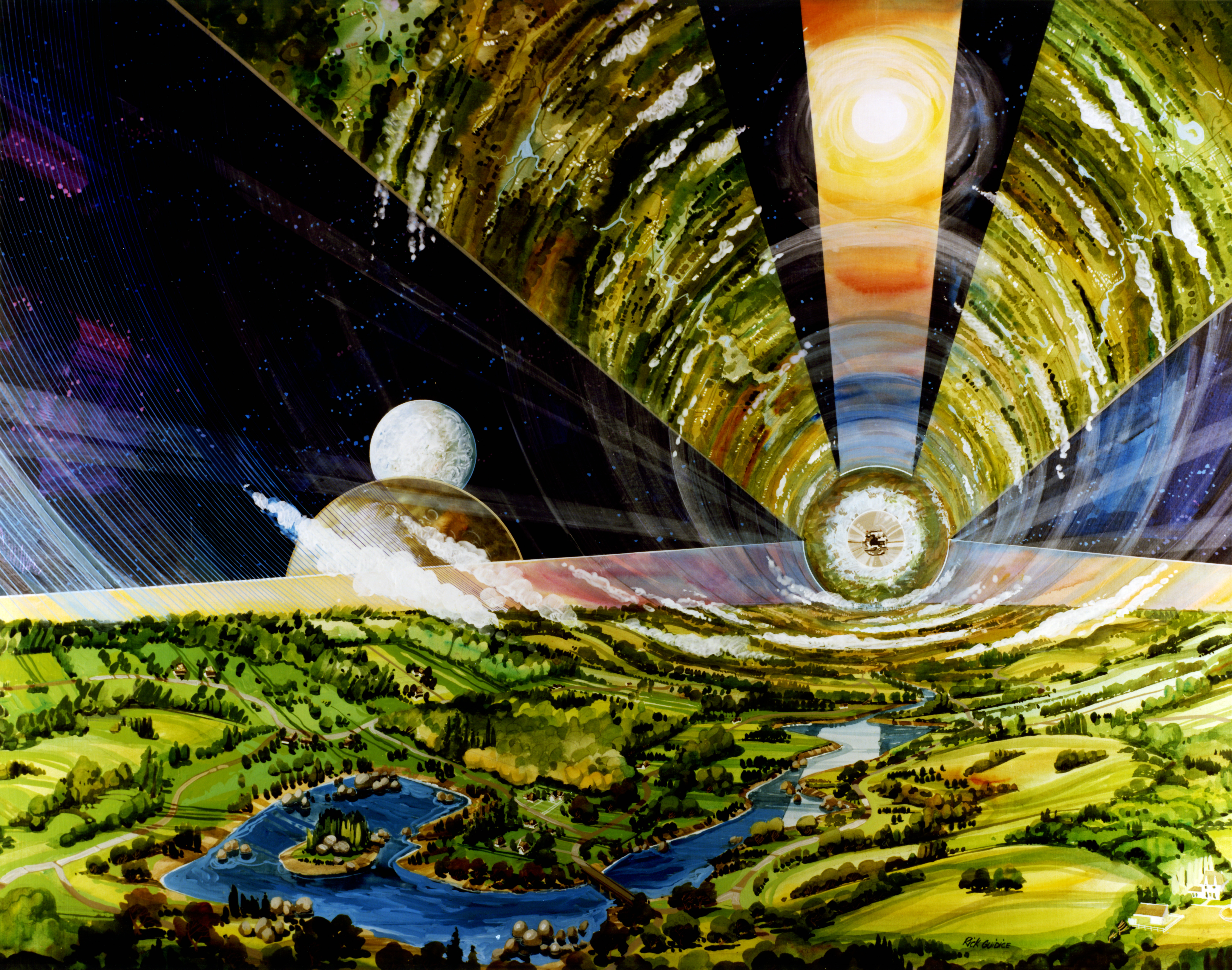
Багатокілометрова космічна колонія зі штучним ландшафтом всередині

Астроінжене́рія або астроінжені́ринг (англ. astroengineering)  — гіпотетичне застосування наукових знань для створення космічних мегаструктур, від кількакілометрових, до порівнянних за розмірами з планетами, зірками і більших; різновид мегаінженерії. Передусім такі об'єкти розглядаються як космічні поселення і прийомники енергії від зірок.
Також під астроінженерією іноді розуміється інженерія, пов'язана з дизайном, конструюванням і застосуванням космічних технологій.
Вважається, що практична астроінженерія підсилу цивілізаціям рівнів II і III за шкалою Кардашева.

## Історія теми астроінженерії

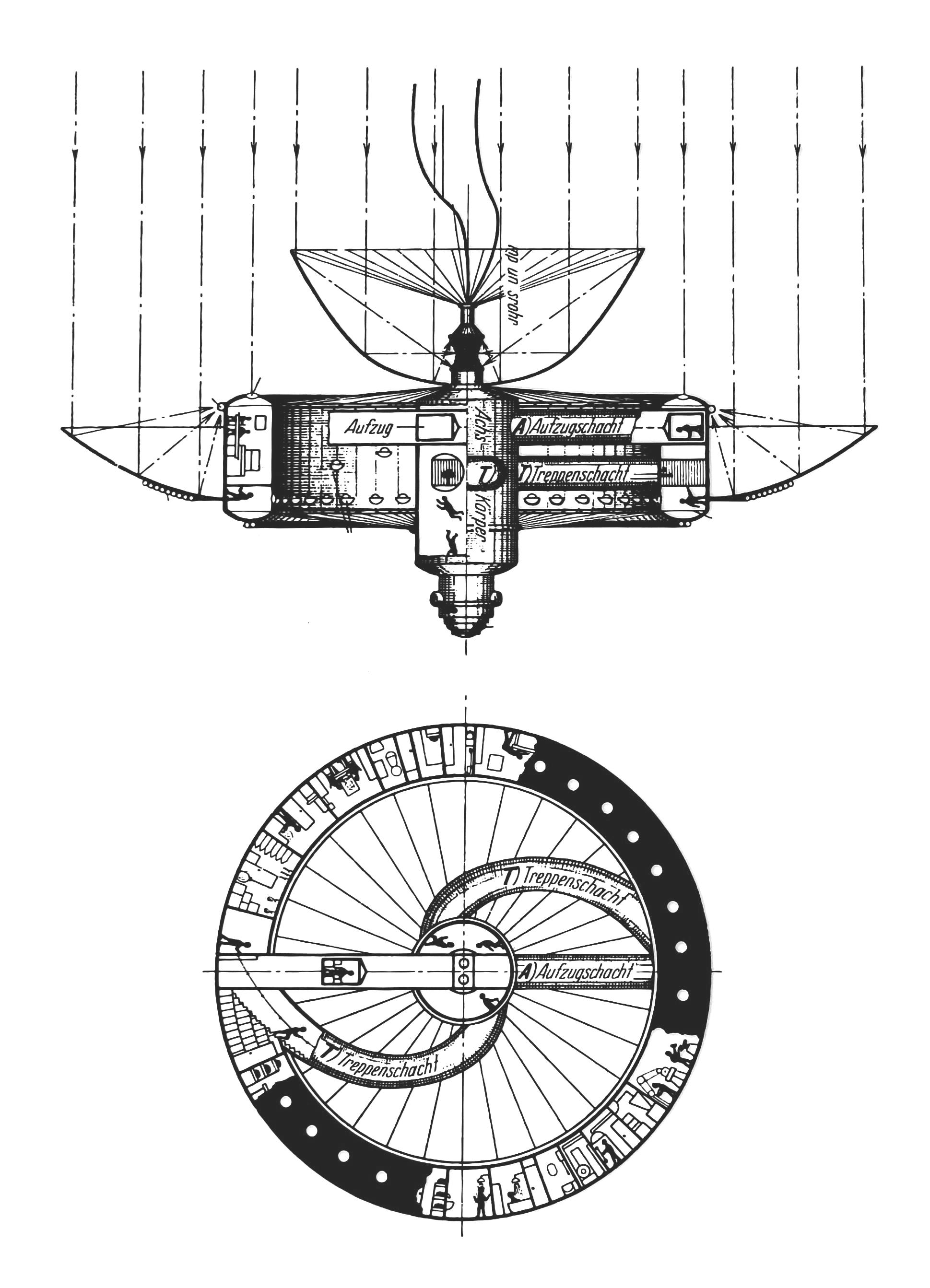
Космічна станція, запропонована Германом Нордрунгом

Перші ідеї створення астроінженерних споруд виникли в рамках філософії космізму. Костянтин Ціолковський на початку XX століття пропонував як вирішення проблеми перенаселення і географічної та політичної прив'язаності будувати «ефірні міста». Вони мають складатися з великого числа поселень-супутників, заповнюючи придатний для життя простір навколо Сонця. Герман Поточник (Нордрунг) у 1928 році створив креслення кільцевого космічного поселення, ідея якого пізніше неодноразово зачіпалася в різних проєктах.
Англійський фізик Джон Бернал у 1929 році стверджував, що зростання потреби людства в матеріальних і енергетичних ресурсах в майбутньому повинно привести суспільство до будівництва замкнутих орбітальних колоній. Діаметр цих сферичних споруд оцінювався в 16 км.
Фрімен Дайсон у 1960 році в статті «Пошуки штучних зоряних джерел інфра-червоного випромінювання» припустив, що космічна цивілізація може створити і населяти сферу, побудовану з речовини планет навколо зірки. Така сфера, названа сферою Дайсона, дозволить поглинати всю енергію зірки і давати більшу площу для життя, ніж усі планети системи. Пізніше він став розглядати, як більш реалістичну, систему супутників навколо зірки, «рій Дайсона» або «кільце Дайсона». Різновидом сфери Дайсона, спеціалізованої на обчисленнях даних, зокрема створення віртуальної реальності для її населення, є «мозок-матрьошка», описаний Робертом Бредбері у 2008 році. Менші структури, планетарних розмірів, відомі як «мозок-Юпітер», описав у 1991 році Перрі Мецгер.

Схема сфери Дайсона у Сонячній системі

Впродовж 1960-70-х років було висунуто низку гіпотез щодо пошуку сфер Дайсона та інших астроінженерних споруд за їх випромінюванням або впливом на інші об'єкти. Зокрема такі гіпотези розробляли Микола Кардашев, Йосип Шкловський, Френк Дрейк і Вітаутас Страйжис.
За Георгієм Покровським, техносфера Землі з часом пошириться в космос, потребуючи все більше енергії. В результаті повинна виникнути система штучних супутників, а потім кілець різних діаметрів, розміщених так, щоб перехоплювати випромінювання Сонця. Разом кільця зрештою утворять щось на кшталт раковини, в центрі якої опиниться Сонце. Площини цих споруд будуть розташовані під кутами один до одного для максимального поглинання енергії.
Євген Гражданніков вважав, що з вичерпанням корисних копалин будуть звільнюватися величезні підземні пустоти. В них з часом будуть перекачані океани, а звільнена від води поверхня Землі отримає величезні придатні для життя площі. Всю планету врешті покриє єдине місто, а підземні океани стануть джерелом геотермальної енергії, що зробить Землю енергетично незалежною від Сонця. Це дозволить обладнати планету реактивними двигунами, перетворивши її на величезний космічний корабель.
Письменник-фантаст Ларрі Нівен 1970 року в книзі «Світ-кільце» описав і обґрунтував можливість існування споруди у формі кільця навколо зірки.
У 1975 при Стенфордському університеті було розроблено кілька проєктів космічних поселень у вигляді кільця, названих загальною назвою Стенфордський тор. Всередині тора діаметром 1,8 км могло б розміщуватися ціле місто з будинками, парками і водоймами. Матеріали для будівництва пропонувалося брати на Місяці.

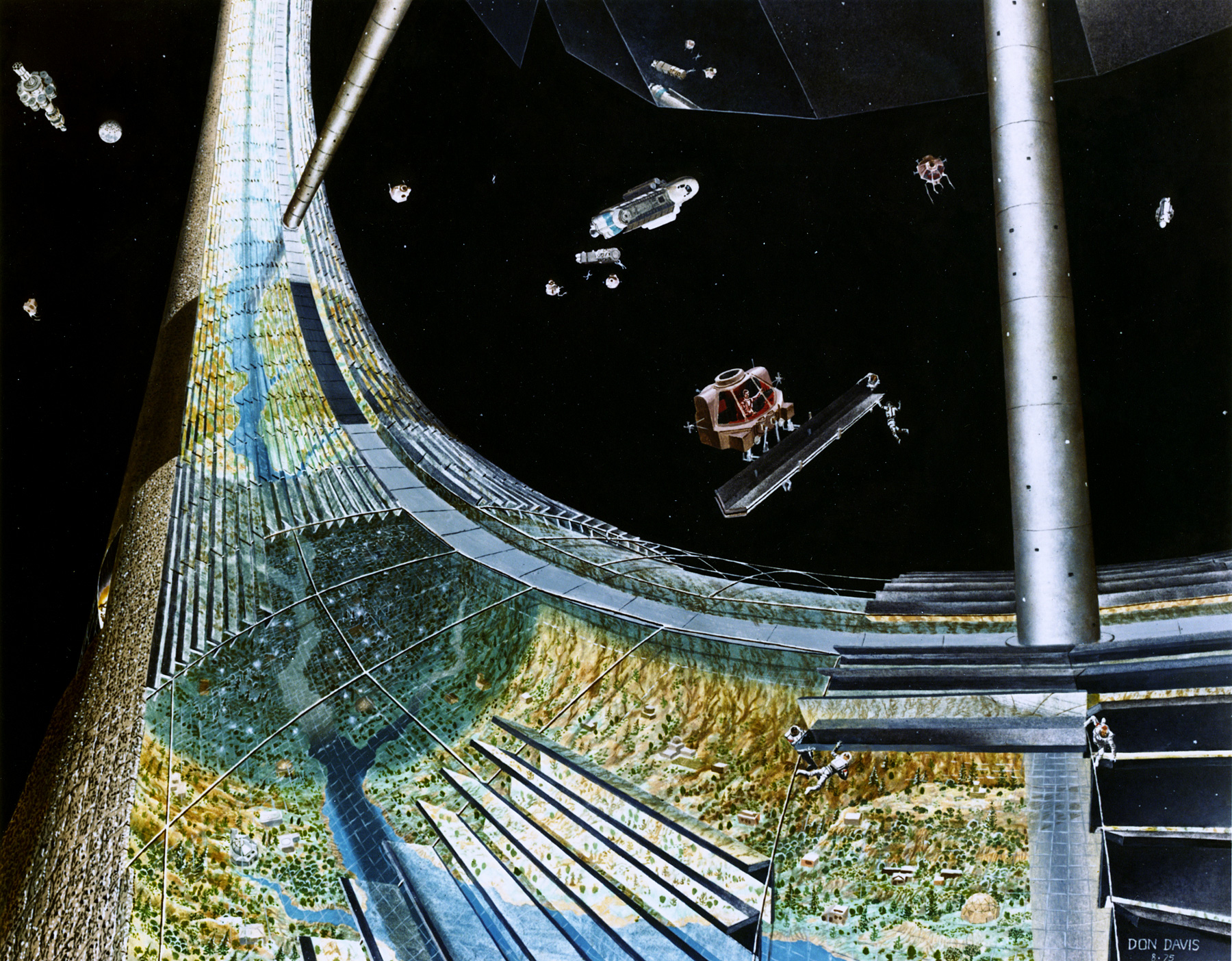
Будівництво Стенфордського тора

Інший проєкт, циліндр О'Нейла, запропонований 1977 року Джерердом О'Нілом у книзі «Високий рубіж», описував космічне поселення як циліндр 8 км в діаметрі і 32 км в довжину. Навколо обертається кільце діаметром 32 км, відведене для сільськогосподарських робіт, а посередині — в точці з майже відсутньою гравітацією — спеціальні заводи. Сфера Бернала пропонувала подібну космічну колонію, що є обертовою сферою.
У 1982 році Анатолієм Юницьким та Полом Берчем було висунуто ідею астроінженерної споруди, відомої як «космічний міст». Вона є кільцем, частина якого знаходиться на Землі, а частина виходить у космос і служить для доставки вантажів на орбіту.
Микола Кардашев 1985—1986 роках описав можливість створення і виявлення астроінженерних конструкцій діаметром в кілька парсеків, які б оточували ядра галактик і квазарів у формі диска.
Фізик Леонід Шкадов у 1987 році запропонував проєкт «зоряної машини», також званої рушієм Шкадова. Вона призначена для переміщень цілих планетних систем разом з їхніми зірками. Рушій є величезним дугоподібним дзеркалом (сонячним вітрилом), розміщеним там, де гравітаційне тяжіння Сонця врівноважується зовнішнім тиском його випромінювання. Таким чином, дзеркало стає стабільним супутником зірки, а випромінювання, відбиваючись від поверхні дзеркала в сторону Сонця, штовхає зірку в напрямі вітрила. Крім того поглинене вітрилом тепло може використовуватися для живлення інших технологій.
Виявлення астроінженерних споруд через особливості випромінювання стало теоретично можливим впродовж 1980-90-х завдяки діяльності супутника IRAS.

## Пошук астроінженерних споруд

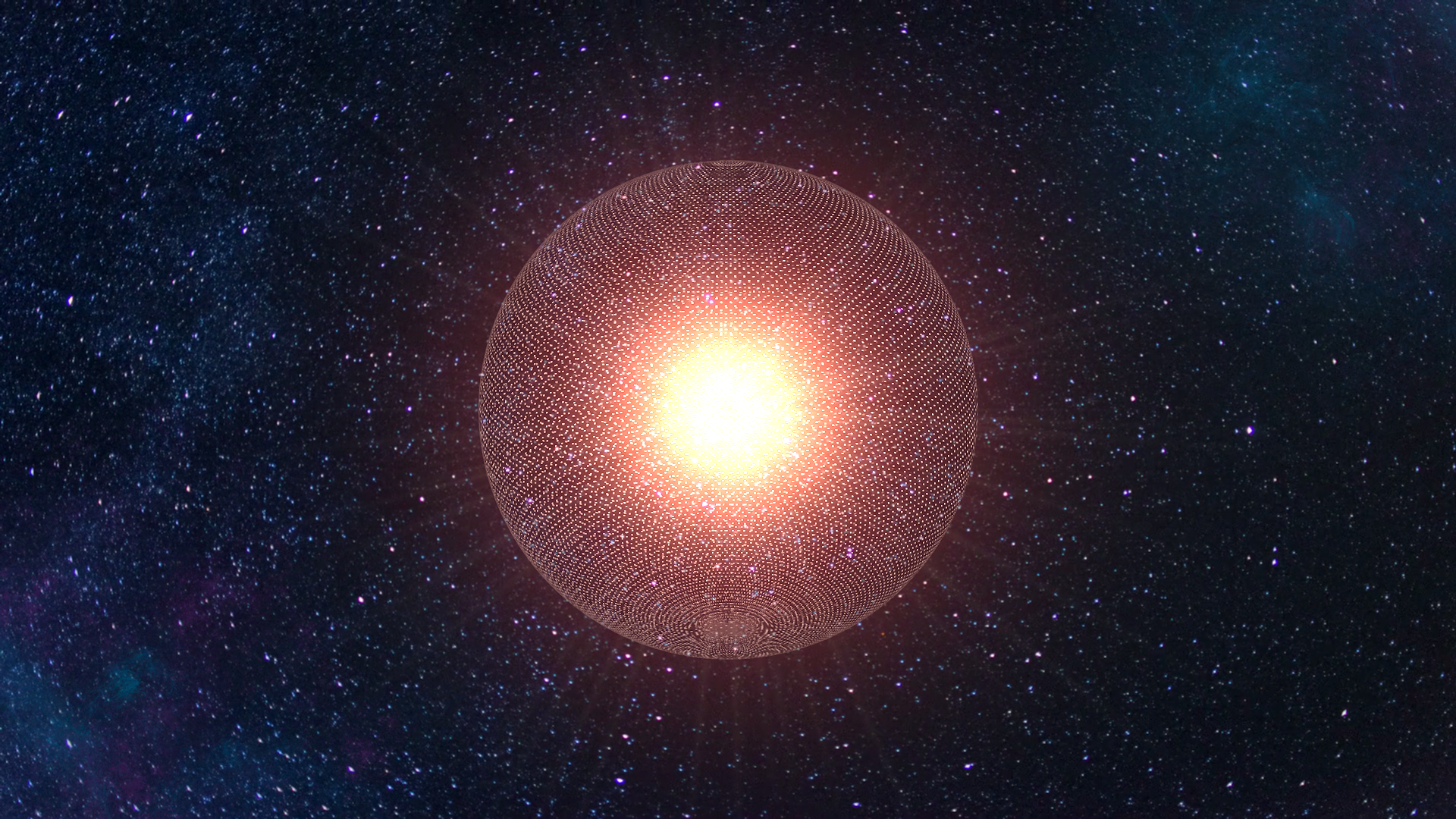
Астроінженерні конструкції можуть помітно впливати на яскравість зірок

Астроінженерні споруди, зокрема сфера Дайсона, створені позаземними цивілізаціями, розглядаються як пояснення деяких астрономічних явищ. Самуїл Каплан і Микола Кардашев вважали, що такі структури можна виявити за нехарактерним для об'єктів таких розмірів випромінюванням і правильною геометричною формою. Кардашев, описуючи астроінженерні споруди галактичних розмірів, зауважив, що вони матимуть світність у 106−1012 світності Сонця зі спектром, близьким до планківського. В'ячеслав Слиш стверджував, що відсутність певного випромінювання від газопилових оболонок зірок може свідчити про наявність навколо зірки твердої штучної конструкції.
Також Микола Кардашев і Френк Дрейк незалежно виділяли особливий вид астроінженерії, не пов'язаної зі спорудженням великих астроінженерних конструкцій. Так, високорозвинена цивілізація, яка бажає повідомити про своє існування, може ввести в атмосферу зірки, біля якої вона мешкає, короткоживучі ізотопи. Тоді інші цивілізації, спостерігаючи в спектрі цієї зірки відповідні спектральні лінії, зможуть дізнатися про їх штучне походження. Кількість речовини, яку необхідно розподілити в атмосфері зірки, для того, щоб її можна було виявити, відносно невелика, порядку 104 — 105 тон. Цей метод отримав назву «зоряних маркерів». Литовський астрофізик Вітаутас Страйжис припускав, що блакитні зірки в певних зоряних скупченнях штучно затримуються в розвитку введенням водню в ядро високорозвиненими цивілізаціями з метою підтримання температурних умов на своїх планетах. Він же пояснював аномальну кількість в атмосферах пекулярних зірок певних елементів і їх нерівномірне розподілення промисловими відходами космічних цивілізацій.
За гіпотезою Йосипа Шкловського пульсари є своєрідними космічними маяками і здатні передавати великі об'єми інформації та містять аномалії сигналів, покликані вказувати на їх штучність. Деякими дослідниками як результати астроінженерної діяльності розглядаються чорні діри, розподілення щільності метагалактики.
З 1983 року було проаналізовано багато об'єктів-кандидатів у сфери Дайсона, з яких згодом 30 % було ідентифіковано як зірки або інші. У 1997 році 58 об'єктів лишилися неідентифікованими і розглядалися як можливі сфери Дайсона. У 2008 спектр пошуків звузився до 17 об'єктів, з яких 4 є найвірогіднішими кандидатами. Однією з гіпотез зміни яскравості зорі KIC 8462852, висунутою у 2015 році, є наявність навколо неї астроінженерних споруд, можливо рою Дайсона.

## Астроінженерія у науковій фантастиці

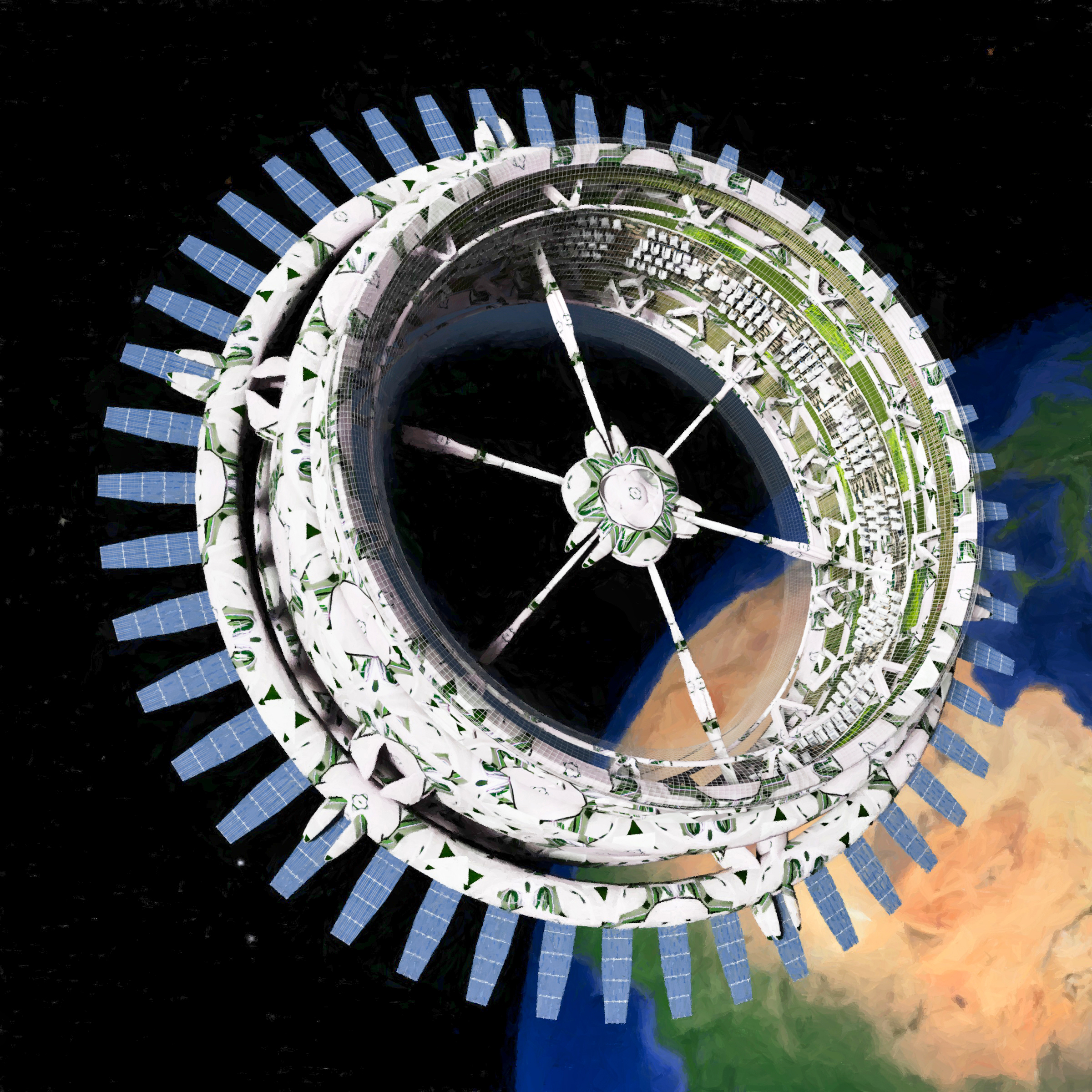
Фантастична космічна станція

Астроінженерні споруди зображаються у фантастичних творах, передусім як багатокілометрові космічні станції — поселення або промислові та військові об'єкти. Конструкції планетарних і більших масштабів, як сфери Дайсона, періодично з'являються в різних творах, проте таких, де вони відіграють досить вагому роль, небагато. Переважно вони описуються створеними високорозвиненими і часто вже зниклими древніми расами.
Перша згадка астроінженерної споруди в художньому творі наявна у романі «Творець зірок» (1937) Олафа Степлдона. Там описувалися водні планети, оточені штучною оболонкою, яка захищала планети і коригувала їх орбіту. Сам Степлдон зауважував, що цю ідею була почерпнуто у Джона Бернала. Також він згадував конструкції, схожі на сфери Дайсона і рої Дайсона.

Життю на поверхні кільця навколо зірки присвячений цикл Ларрі Нівена «Світ-Кільце» (1970—2004). Апарат ТАРДІС з франшизи «Доктор Хто» є фактично сферою Дайсона, маючи як джерело енергії зірку всередині себе.

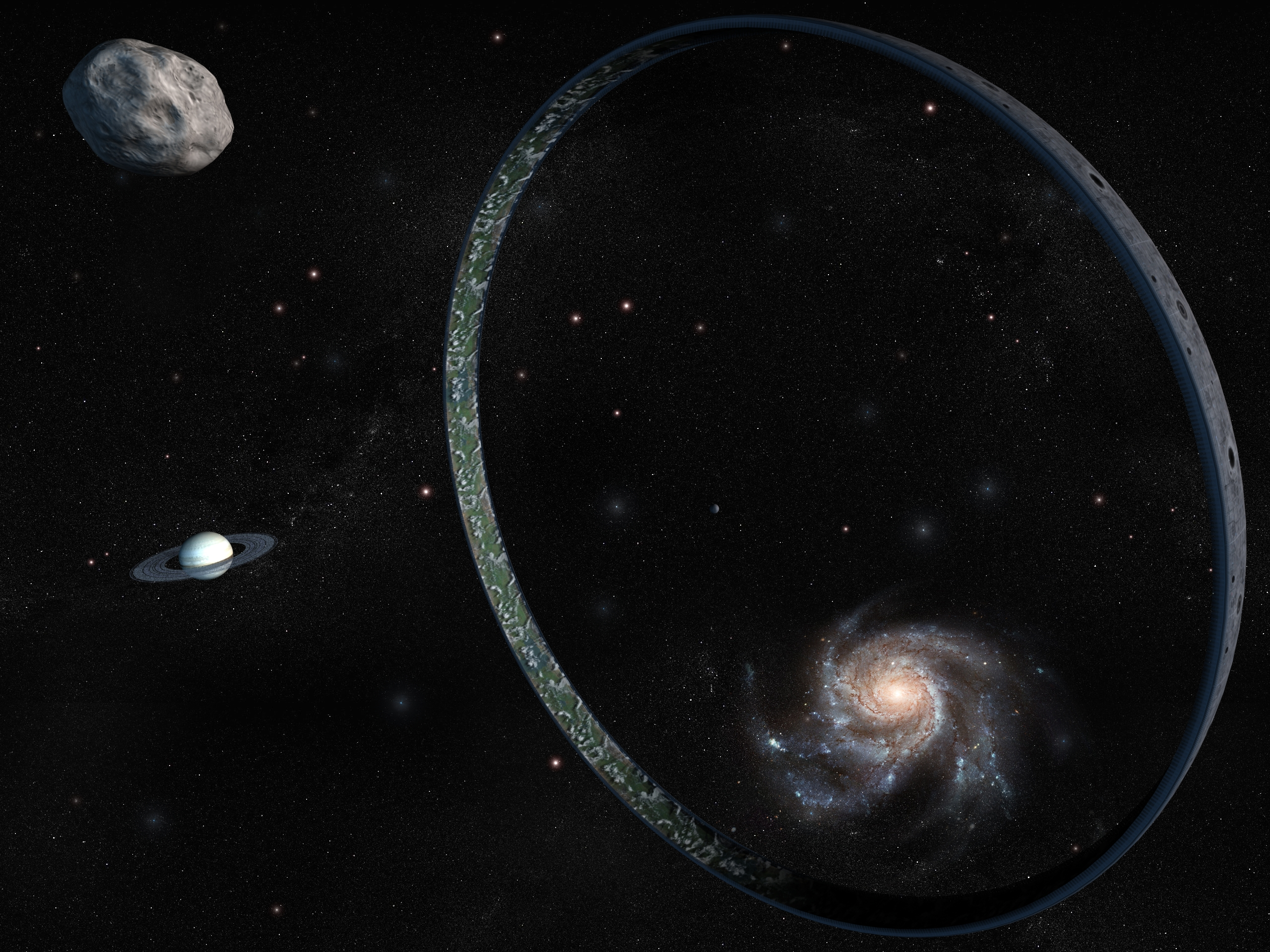
Кільцева астроінженерна споруда з придатною для життя внутрішньою поверхнею

Події манґи «Blame!» розгортаються всередині величезної структури, радіус якої приблизно дорівнює відстані від Землі до Місяця.
У телесеріалі «Андромеда» зображалася населена система з кількох поєднаних між собою планет, розміщених навколо штучної зірки. Місяць виявляється астроінженерною конструкцією в фільмі «Падіння Місяця».
Серія відеоігор «Halo» та супутня продукція описує численні населені кільця, штучні планети і установки, призначені для їх будівництва, які лишилися від зниклої цивілізації. Події технофентезійної Final Fantasy XIII значною мірою відбуваються на штучному плането́їді. У грі Stellaris (із доповненням Utopia) гравець сам здатний будувати різноманітні споруди астрономічних розмірів.
В українській фантастиці астроінженерні споруди (штучні планети) описував Олесь Бердник, як у романі «Стріла часу» (1960). Сфера Дайсона описана в оповіданні Василя Бережного «Сонячна сага» (1975). Штучна зоря з планетами зображена в українському анімаційному фільмі «Віктор Робот» (2021).